# Ралица Филипова
Ралица Филипова е трето поколение журналист, редактор и продуцент в Българската национална телевизия (БНТ).

## Биография
Родена е на 12 септември 1963 г. в семейството на Валентина Георгиева (журналист и водеща в БНР) и инж. Светозар Филипов (главен проектант на метрото в София). Първите си статии пише на пишещата машина на дядо си, която е марка „Континентал“. В 8-и клас след едномесечно пътуване в Грузия пише и първия си материал за „Детска редакция“ на БНР. От 2012 година е доктор в Нов български университет, където преподава три дисциплини: „Телевизионно майсторство“, „Медийна грамотност“ и „Специфика на различните средства за масова комуникация“.

## Личен живот
Женена е за Олег Иванов (телевизионен оператор) и имат двама сина Светозар и Борис. Хобитата ѝ включват: пътувания до непознати места, разходки сред природата, плуване, както и да чете автобиографии и къси разкази. Определя киното като голяма нейна страст. Д-р Ралица Филипова колекционира кукли-клоуни, като притежава над 250 и е правила 2 изложби в „Къщата на куклите“ в София. 